# Milo's Astro Lanes
Milo's Astro Lanes est un jeu vidéo de bowling sorti en 1998 sur Nintendo 64. Le jeu a été développé par Player 1 et édité par Crave Entertainment.